# Nososticta africana
Nososticta africana är en trollsländeart som först beskrevs av Schmidt 1944.  Nososticta africana ingår i släktet Nososticta och familjen Protoneuridae. Inga underarter finns listade i Catalogue of Life.